# Seroiro
Seroiro es una parroquia española del municipio de Ibias, perteneciente a la comunidad autónoma de Asturias. En 2023, tenía empadronados 103 habitantes.